# Didymodon juniperinus
Didymodon juniperinus är en bladmossart som beskrevs av Brotherus 1902. Didymodon juniperinus ingår i släktet lansmossor, och familjen Pottiaceae. Inga underarter finns listade i Catalogue of Life.